# Prostigmata
Prostigmata är en ordning av spindeldjur. Prostigmata ingår i klassen spindeldjur, fylumet leddjur och riket djur. Enligt Catalogue of Life omfattar ordningen Prostigmata 2780 arter. 

## Dottertaxa till Prostigmata, i alfabetisk ordning[1]
- Alicorhagiidae
- Anystidae
- Bdelloidea
- Caeculidae
- Camerobiidae
- Cheyletidae
- Chyzeriidae
- Cryptognathidae
- Ctenothyadidae
- Demodecidae
- Diptilomiopidae
- Ereynetidae
- Eriophyidae
- Erythraeidae
- Eupodidae
- Labidostommidae
- Leeuwenhoekiidae
- Mecognathidae
- Microtrombidiidae
- Myobiidae
- Nanorchestidae
- Pachygnathidae
- Penthaleidae
- Penthalodidae
- Phytoptidae
- Podapolipidae
- Psorergatidae
- Pterygosomatidae
- Pyemotidae
- Pygmephoridae
- Rhagidiidae
- Scutacaridae
- Siteroptidae
- Smarididae
- Sperchontidae
- Stigmaeidae
- Stygotoniidae
- Tarsonemidae
- Tetranychoidea
- Trombiculidae
- Tuckerellidae
- Tydeidae
- Zelandothyadidae